# Acrocirrus okotensis
Acrocirrus okotensis är en ringmaskart som beskrevs av Imajima 1963. Acrocirrus okotensis ingår i släktet Acrocirrus och familjen Acrocirridae. Inga underarter finns listade i Catalogue of Life.